# Utricularia ameliae
Utricularia ameliae — вид рослин із родини пухирникових (Lentibulariaceae).
Видовий епітет вшановує міс Амелію Пітернеллу Джобсон (англ. Amelia Pieternella Jobson), ентузіастку рослин і дочку автора.

## Біоморфологічна характеристика
Невелика наземна трав'яниста багаторічна рослина. Ризоїди капілярні, численні, прості, часто сплощені, у довжину до 20 мм, у товщину 0.1–0.3 мм. Столони численні, ниткоподібні, у товщину 0.3–0.5 мм, нерозгалужені, у довжину до 20 мм, з довжиною міжвузля ≈ 5 мм. Листків численні, по кілька з основи квітконіжки і 4–6 з міжвузлів столона; пластинка м'ясиста, ≈ 0.15 мм у товщину, 4–10 × 0.4–2.5 мм, від вузько-яйцюватих до зворотно-яйцюватих, 1 чи 3–6 жилок, верхівка закруглена. Пасток кілька біля основи квітконіжки і до трьох у вузлах столона, яйцеподібні, 1.6–4.5 мм завдовжки, поверхня залозиста, рот збоку, з простим дорсальним відростком і двома бічними придатками. Суцвіття прямовисне, одне, 50–110 мм завдовжки. Квітки 1. Частки чашечки нерівні; верхня частка ≈ 3 мм завдовжки, 2.2 мм завширшки, зворотно-яйцювата; нижня частка ≈ 2.5 мм завдовжки, 2.2 мм ушир, яйцеподібна з вирізаною верхівкою. Віночок темно-фіолетовий. Коробочка куляста, у діаметрі ≈ 4 мм. Насіння зворотно-яйцювате, ≈ 0.7 мм завдовжки й 0.3 мм ушир. Пилок ≈ 27 × 27 мкм. Квіти та плоди реєструються з лютого по травень. Квіти виділяють слабкий солодкий аромат.

## Середовище проживання
Росте у водозборі річки Діамантина на заплаві Спрінг-Крік, Австралія. Пов'язане весняне водно-болотне угіддя має площу приблизно 1600 м² (за особистими спостереженнями), що складається з приблизно 40 активних джерел.